# Expo 88
De Expo 88, ook bekend als World Expo '88, was een gespecialiseerde Wereldtentoonstelling die in 1988 in Brisbane, hoofdstad van de Australische staat Queensland. Het was de 27ste gespecialiseerde wereldtentoonstelling die door het Bureau International des Expositions (BIE) werd erkend en had als thema Ontspanning in het technologietijdperk. Als mascotte diende een vogelbekdier genaamd Expo Oz.
Het 625 miljoen Australische dollar (A$)kostende evenement was het grootste van de festiviteiten die in het kader van 200 jaar Europese bewoning van Australië. De Expo 88 trok meer dan 15.760.000 betalende bezoekers, de kaartverkoop bracht 175 miljoen A$ op. De tentoonstelling haalde zowel de economische doelstellingen als het verwachte aantal bezoekers en bleek een goede reclame voor Queensland als toeristische bestemming. Ook was het een aanzet tot de herontwikkeling van South-Brisbane. De voornaamste attractie waren de internationale paviljoens. Veel van de beeldhouwwereken en gebouwen zijn door diverse organisaties en instellingen in Queensland overgenomen en worden meer dan 20 jaar later nog steeds gebruikt.

## Geschiedenis

### Aanzet
De aanzet voor een wereldtentoonstelling in Brisbane kwam kort nadat James Maccormick MBE OAM, architect van de Australische paviljoens voor de Expo 67, Expo 70 en Expo 74, was aangezocht voor een studie naar stadsvernieuwing in Kangaroo Point begin jaren 1970. Maccormick dacht dat een expo een goede catalysator zou zijn voor de herontwikkeling van het gebied en organiseerde diverse bijeenkomsten met vooraanstaande zakenlieden en politici uit Queensland om ze voor het idee te winnen. Verschillende Australische hoofdsteden dachten na over een evenement waarmee het 200-jarig bestaan van Australië in 1988 kon worden gevierd, hieronder waren voorstellen voor het houden van Olympische spelen of een Universele wereldtentoonstelling. Sydney en Melbourne deden voorstellen aan de Federale regering in Canberra voor het houden van een Universele tentoonstelling in 1988. Ondanks dat ze ook financieel sluitende plannen indienden werden de fondsen besteed aan het nieuwe parlementsgebouw, dat ook in 1988 geopend zou worden, en werden de voorstellen afgewezen.
Brisbane pakte, onder leiding van de Queenslandse premier Sir Joh Bjelke-Petersen, het voorstel van Maccormick weer op. Hierbij zou de belastingbetaler worden ontzien. Met steun van de Federale regering tijdens de jaarvergadering van het BIE in december 1983 werd de tentoonstelling van 1988 aan Brisbane toegewezen. Hierop volgde de onmiddellijke oprichting van The Brisbane Exposition and South Bank Redevelopment Authority onder leiding van de vice-premier van Queensland, Sir Llewellyn Edwards. Maccormick werd vervolgens, met architectenbureau Bligh Maccormick 88, benoemd als chef-architect van de Expo.

### Bouw

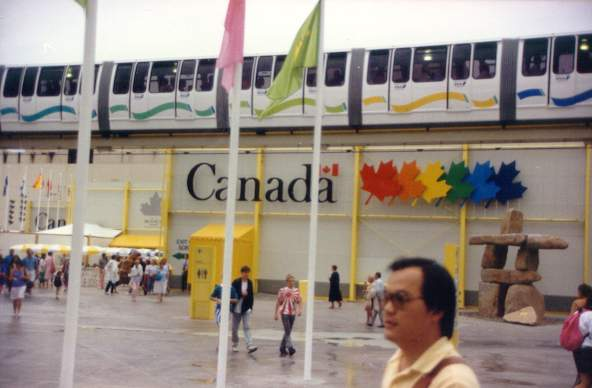
Canadese paviljoen met de monorail op de achtergrond

De tentoonstelling werd aangelegd op een stuk land, dat al voor verschillende doeleinden was gebruikt en al jarenlang braak lag, aan de zuidrand van de rivier tegenover het zakencentrum van Brisbane. Het verlaten industriegebied werd nieuw leven ingeblazen door de bouw van de Expo en het Cultureel centrum van Queensland op het terrein.
Ongeveer 100 beeldhouwwerken werden op het terrein geplaatst. Deze werden deels geleend of gekocht terwijl de rest in opdracht van de Expo werden gemaakt, alles bij elkaar voor A$ 25 mln. Grote zonneschermen werden opgetrokken om te zorgen voor schaduw in het hete klimaat van Queensland. De zonneschermen werden een herkenningspunt van de Expo en kwamen ook terug in het sun-sails logo. Tweeduizend kilometer telecom kabels werden tijdens de aanleg in het terrein getrokken.
Voor A$ 4,5 mln werd de Skyneedle gebouwd met een symbolische hoogte van 88 meter. Bovenop bevond zich een goud en koperen koepel met een Xenon laser die tijdens de avond de horizon volgde op ongeveer 60 km afstand.

### Monorail
Voor de Expo 88 werd voor A$ 12 mln. een monorail gebouwd om de bezoekers op het tentoonstellingsterrein te vervoeren. Het traject had twee stations, één aan iedere kant van het terrein, en was 2,3 km lang. Tijdens de rit reden de passagiers door het paviljoen van Queensland, over de Pacific Lagune en langs de rivier. Er waren 4 treinen van 9 bakken beschikbaar die dagelijks 44.000 passagiers konden vervoeren. Na afloop van de tentoonstelling is één trein en een deel van de rails verkocht aan Seaworld aan de Queenslandse goudkust. De andere drie treinen doen tegenwoordig dienst in het Europapark in het Duitse Rust.

## Tentoonstelling

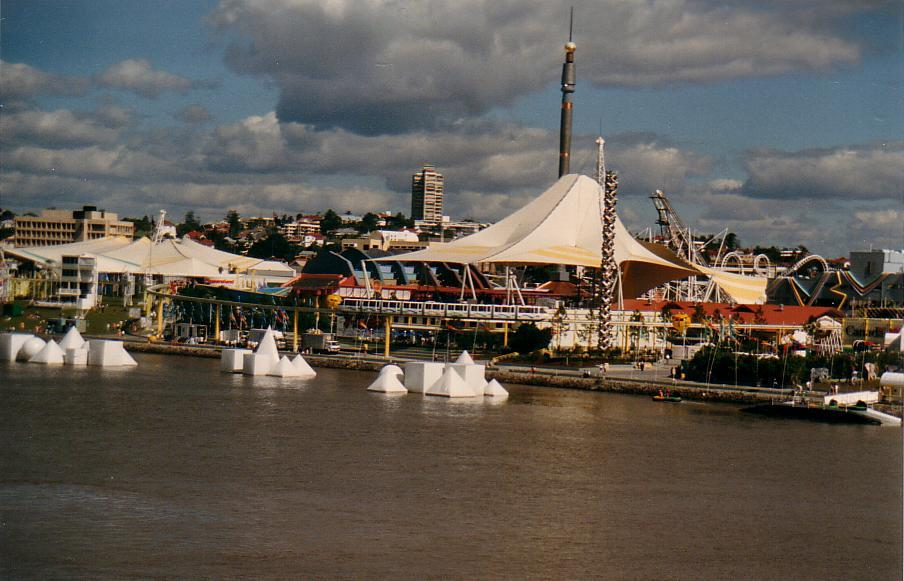
De zonneschermen en de monorail

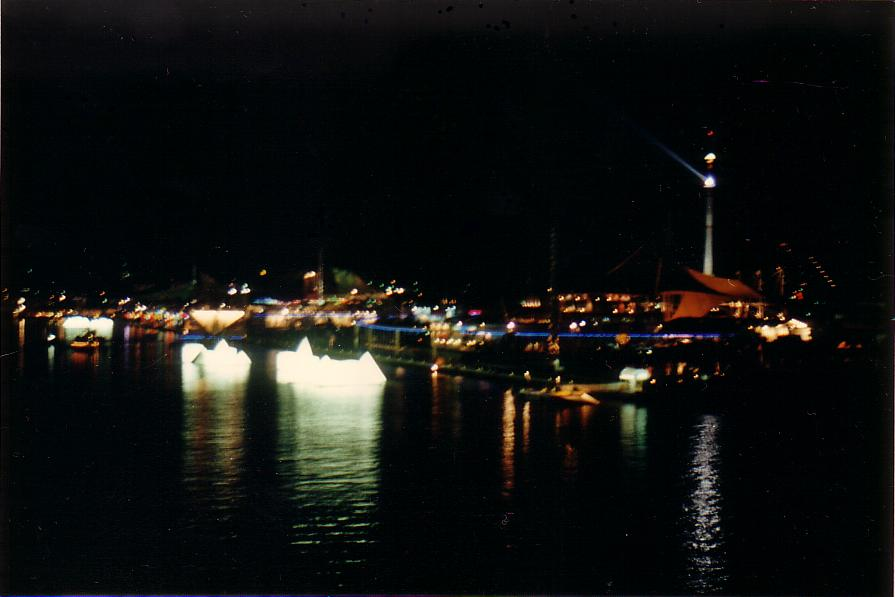
Expo '88 bij nacht met het licht van de Skyneedle

De toegangskaarten gaven toegang tot zowel de Expo 88 als het pretpark op dezelfde plaats. Hoewel het pretpark als permanente voorziening was opgezet werd het een jaar na de sluiting van de Expo gesloten. De World Expo 88 werd op 30 april 1988 geopend door koningin Elizabeth II. Uiteindelijk trok de expo 18 miljoen bezoekers VIPs en personeel inbegrepen, dit was meer dan het dubbele van de verwachting van 7,8 mln bezoekers. De tentoonstelling wordt beschouwd als een keerpunt in de geschiedenis van Brisbane. Kort daarvoor had Queensland de Gemenebestspelen georganiseerd en na de Expo veranderde het definitief van een noordelijke uithoek tot de meest vooruitstrevende Staat van Australië.
Commissaris Generaal van de Expo 88 was Sir Edward Williams die ook al met succes de Gemenebestspelen had georganiseerd. Algemeen directeur was Bob Miniken en de directeur amusement was Ric Birch. De inrichting werd verzorgd door landschapsarchitect Lawrie Smith uit Brisbane. Het ontwerp kende negen gebieden en gebruikte meer dan 150.000 planten uit de gematigde en tropische klimaat zones.

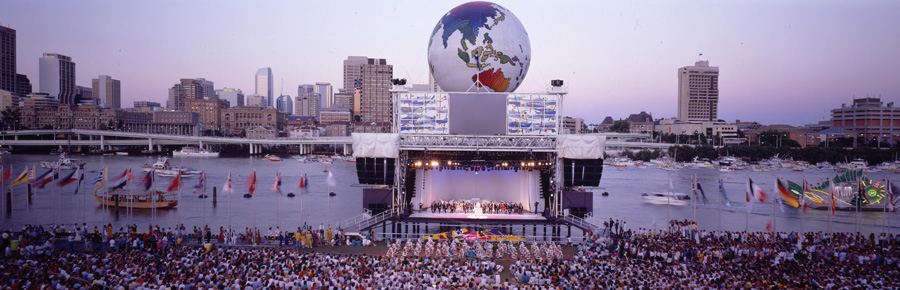
Panorama van het toneel en de rivier tijdens de Expo 88

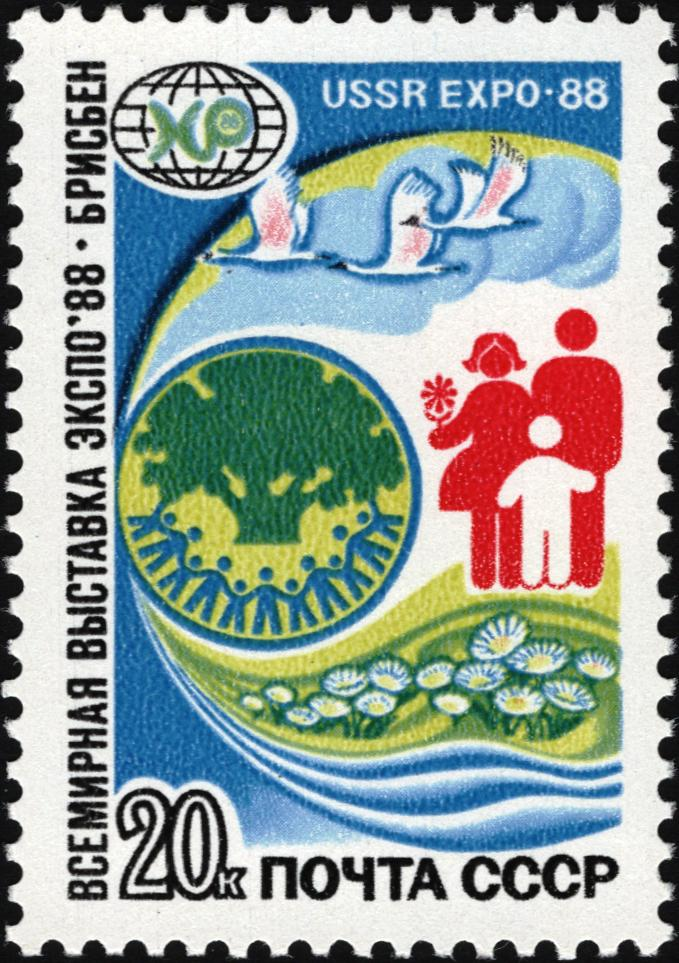
Herdenkingszegel van de Sovjet-Unie

### Paviljoens
| Deelnemers   | Deelnemers          | Deelnemers               | Deelnemers       |
| ------------ | ------------------- | ------------------------ | ---------------- |
| Australië    | Brunei              | Canada                   | China            |
| Cookeilanden | Cyprus              | Bondsrepubliek Duitsland | Fiji             |
| Filipijnen   | Frankrijk           | Griekenland              | Hongarije        |
| India        | Italië              | Japan                    | Joegoslavië      |
| Kenia        | Maleisië            | Nepal                    | Nieuw-Zeeland    |
| Pakistan     | Papoea-Nieuw-Guinea | Salomonseilanden         | Samoa            |
| Singapore    | Sovjet-Unie         | Spanje                   | Sri Lanka        |
| Thailand     | Tonga               | Verenigd Koninkrijk      | Verenigde Staten |
| Vanuatu      | Vaticaanstad        | Zuid-Korea               | Zwitserland      |

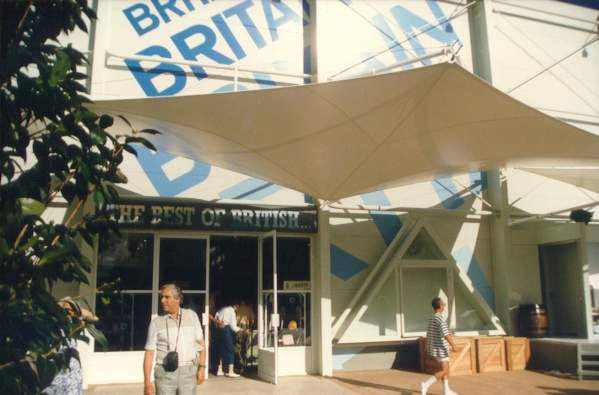
Britse Paviljoen

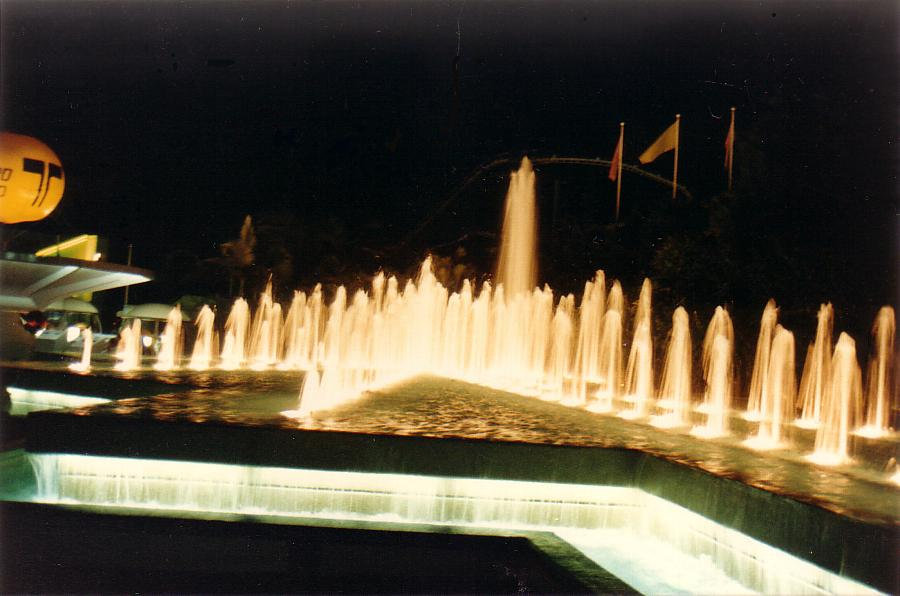
Geluidsgevoelige fonteinen bij het West-Duitse paviljoen

Ondanks de late inschrijvingen voor de Expo, die het gevolg waren binnenlandse politieke maatregelen, waren er 100 paviljoens, waarvan 52 overheidspaviljoens waaronder 36 internationale, en diverse van bedrijven op het terrein te vinden. Grote westerse en Europese landen waren vertegenwoordigd waaronder de Verenigde Staten, de Sovjet-Unie (met hun laatste deelname aan de Expo), Frankrijk, de Bondsrepubliek Duitsland, het Verenigd Koninkrijk, Canada, Spanje en Griekenland. Daarnaast waren ook belangrijke Aziatische landen vertegenwoordigd, zoals Singapore, Thailand, Nepal, Pakistan, China, Japan, Sri Lanka, Zuid-Korea en Indonesië. De buurlanden Nieuw-Zeeland en Papoea-Nieuw-Guinea waren ook van de partij.
Onder de overheden waren zes Australische Staten, de Verenigde Naties, de Europese Unie, Vaticaan Stad, drie Amerikaanse staten (Hawaï, Californië en Alaska), een Japanse prefecture, Saitama de zuster staat van Queensland en de zusterstad van Brisbane, Kobe.
Bedrijven en instellingen waren IBM, Ford, Fujitsu, Queensland Newspapers, Australia Post, Cadbury Chocolate, Suncorp, Queensland Teachers Credit Union. NASA en Universal Studios hadden openluchtpresentaties met een model van de Spaceshuttle en de Apollo, en de auto KITT uit de tv-serie Knight Rider.
High-definition television kreeg de Australische primeur in het Japanse paviljoen en Zwitserland presenteerde het Internet, destijds nog in de vorm van z.g. plattetekst. In het universiteitspaviljoen werd het langste laboratorium experiment ter wereld getoond. Het Pekdruppelexperiment van de universiteit van Queensland werd gestart in 1927. Hierbij stroomt pek door een trechter wat resulteert in negen druppel in 81 jaar, ongezien viel er een druppel tijdens de tentoonstelling.
Het populairste paviljoen was dat van Nieuw-Zeeland met z'n Footrot Flats show en gloeiworm grot, gevolgd door het paviljoen van Australië, met de special effects in het 'Dreamtime Theatre'. Op de derde plaats kwam Queensland, met een 180 meter lange rit in een cabinetaxi door Queensland van vandaag en morgen. Japan trok de aandacht met een Japanse tuin en de HDTV. Zwitserland kwam met een skihelling met kabelbaan en presenteerde de eerste versie van Internet. Nepal viel op door de handgebouwde Pagode van drie verdiepingen.

### Architectuur
Het grootste deel van de paviljoens bestond uit geprefabriceerde onderdelen die door de organisatoren werden aangeleverd. Nepal en Thailand alsmede de paviljoens van Australië en Queensland werden speciaal gebouwd. Het Australische paviljoen was gebouwd als kleine Uluru. Het paviljoen van Queensland werd door Robin Gibson ontworpen.